# إسحاق بن حنين
أَبُو يَعْقُوبْ إِسْحَاقْ بْنْ حَنِينْ بْنْ إِسْحَاقْ اَلْعَبَّادِي (215-298 هـ/830-910 م) طبيب عربي مشهور؛ كان أوحد عصره في علم الطب، وكان يلحق بأبيه في النقل، وفي معرفته باللغات وفصاحته فيها. وكان يعرب كتب الحكمة المكتوبة باليونانية إلى اللغة العربية كما كان يفعل أبوه، إلا أن الذي يوجد من تعريبه في كتب الحكمة من كلام أرسطاطاليس وغيره أكثر مما يوجد من تعريبه لكتب الطب، وكان قد خدم من الخلفاء والرؤساء من خدمه أبوه، ثم انقطع إلى القاسم بن عبيد الله وزير الإمام المعتضد بالله، واختص به، حتى إن الوزير المذكور كان يطلعه على أسراره، ويفضي إليه بما يكتمه عن غيره.
وإسحاق بن حنين ينتمي لقبيلة عباد العربية المسيحية. واعتنق الإسلام لاحقا وقد قال عنه البيهقي: «كان إسحاق بن حنين من ندماء المكتفي (289 ـ 295)، وقد حسن إسلامه، وأشركه المكتفي في أخذ البيعة لابنه مع وزيره العباس بن الحسن». أصيب آخر أيامه بالشلل (الفالج) وتوفي في أيام الخليفة المقتدر بالله.

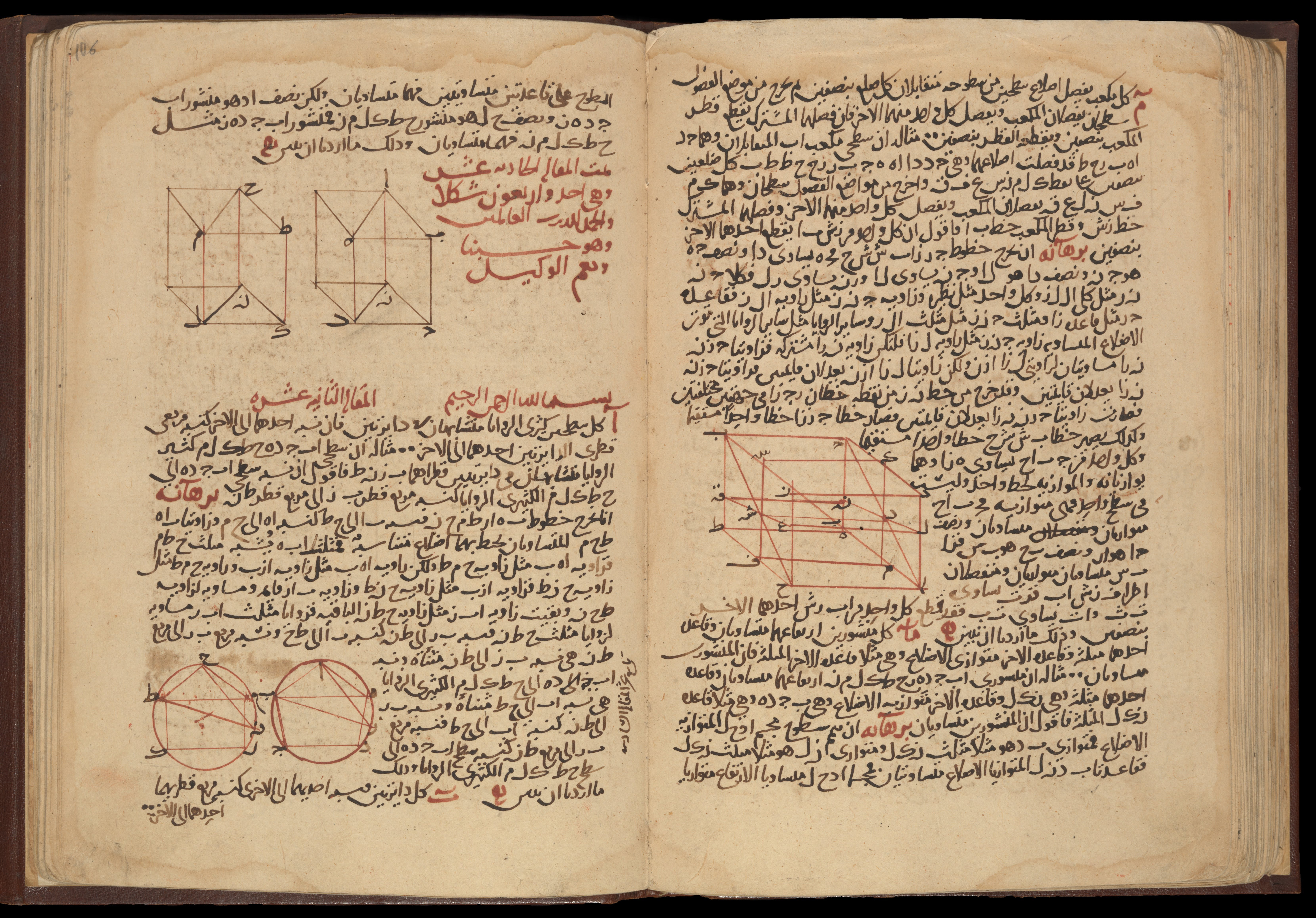
صفحات من ترجمة إسحاق بن حنين لكتاب «اَلْأُصُول» لإقليدس.

يعد ابن حنين أول مؤرخ عربي وضع كتاباً مخصصاً لتراجم الأطباء منذ أقدم العصور، وينتهي الكتاب بتراجم لأطباء عصره. ويقول فؤاد السيد الذي قام بتحقيق كتاب تاريخ الأطباء والحكماء: «إن إسحاق بن حنين اعتمد على أصل يوناني لمؤلف مشهور هو يحيى النحوي «يوحنا فيلوبونوس غراماتيكوس» الذي عاش في النصف الأول من القرن السادس الميلادي».

## مؤلفات
هذه بعض مؤلفاته وقد أورد بعضها ابن أبي أصيبعة في كتابه طبقات الأطباء:
- تاريخ الأطباء والحكماء.
- كتاب الأدوية المفردة.
- كناش الخف كتاب ذكر فيه ابتداء صناعة الطب وأسماء جماعة من الحكماء والأطباء.
- كتاب الأدوية الموجودة بكل مكان.
- كتاب إصلاح الأدوية المسهلة.
- اختصار كتاب إقليدس.
- كتاب المقولات.
- كتاب إيساغوجي وهو المدخل إلى صناعة المنطق.
- إصلاح جوامع الإسكندرانيين لشرح جالينوس لكتاب الفصول لأبقراط.
- كتاب في النبض على جهة التقسيم.
- مقالة في الأشياء التي تفيد الصحة والحفظ وتمنع من النسيان ألفها لعبد الله بن شمعون.
- كتاب في الأدوية المفردة.
- كتاب صنعة العلاج بالحديد.
- كتاب آداب الفلاسفة ونوادرهم مقالة في التوحيد.

ومما ترجم ابن حنين ما يلي:
- ترجمة كتاب «الأصول» و«المعطيات» لإقليدس.
- ترجمة كتاب «في كتب أبقراط الصحيحة وغير الصحيحة» لجالينوس. وقد ترجمه عن السريانية.
- ترجمة كتاب «حول الكرة والأسطوانة» لأرخميدس.
- ترجمة كتاب «السفسطائي» لأفلاطون.(2)